# Koisuru maison ~Rainbow Rose~
Koisuru maison ~Rainbow Rose~ (恋するメゾン。〜Rainbow Rose〜?) è una serie televisiva prodotta dall'azienda sudcoreana Contents Seven e dalla rete televisiva giapponese TV Tokyo, insieme a Dima Entertainment. In Giappone è andata in onda doppiata su TV Tokyo dal 13 aprile al 29 giugno 2012, mentre in Corea del Sud è stata trasmessa in lingua originale su Tooniverse dal 6 settembre al 22 novembre 2012, due episodi per volta.

## Trama
Dopo la fuga del padre con un'altra donna, la studentessa universitaria Han Yoo-ri decide, insieme alla madre e al fratello, di affittare le camere della casa a degli studenti per pagare il mutuo. La convivenza non è facile a causa delle differenze culturali tra gli ospiti, tutti di nazionalità diverse, e Yoo-ri, allegra e piena di vita, si ritrova in continuo conflitto con il giapponese Yuichi, un ragazzo chiuso in se stesso.

## Colonna sonora
Disco 1
1. Rainbow Rose – Kang Ji-young
2. With You – Sentimental Scenery
3. Sweet (달콤해) – Rainbow
4. Cat Waltz (acustica) (고양이 왈츠) – Lucia
5. Everything Lasts Forever – The Papers feat. Myoi
6. Love My Every Time – Tender Love feat. Besweet
7. Love Song – Sentimental Scenery
8. Can't Stop – Besweet
9. Stop Now (여기서 끝내자) – Taru feat. Zitten
10. My Perfect Blue Sky (drama ver.) – Tensi Love
11. With You Forever (언제까지나 너와 함께) – Lee Jin-woo
12. Too Late to Regret (늦은 후회) – Besweet
13. Words I Can't Say (전하지 못한 말) – The Papers

Disco 2
1. Rainbow Days – Sentimental Scenery
2. If You Leave – Sentimental Scenery
3. Are You Still Waiting? – Hee Young
4. Eternal Love (vari.) – Tensi Love
5. Reminiscence (회상) – The Papers
6. Love Song (strumentale) – Sentimental Scenery
7. Consolation – Sentimental Scenery
8. Hey Now – The Papers
9. Funny Days – AA.VV
10. Lilting Whistle – Sentimental Scenery
11. Tilted Heart (마음을 기울이면) – Misty Blue
12. Missing You – AA.VV
13. Boarding Episode (하숙집 에피소드) – AA.VV
14. Warm Love – AA.VV
15. Once Upon a Dream in Winter II – Jung Yun-seung

Disco 3
1. Love Song (karaoke) – Sentimental Scenery
2. Cat Waltz (acustica) (karaoke) (고양이 왈츠) – Lucia
3. Sweet (karaoke) (달콤해) – Rainbow
4. Stop Now (karaoke) (여기서 끝내자) – Taru feat. Zitten
5. My Perfect Blue Sky (karaoke) – Tensi Love